# Guarianthe bowringiana
Guarianthe bowringiana o Cattleya bowringiana es una especie de orquídea de tamaño mediano que  se distribuye en México, Guatemala, Belice y Honduras.

## Descripción
Alcanza unos 50 cm de altura con inflorescencias azules o moradas  llegando a tener de dos a siete flores, florece en los meses de julio a octubre. Se diferencia de la Guarianthe skinneri además de la época de floración, que es de hábitos semiterrestres y litofiticos, otra característica única es que tiene protuberancias en la base de los pseudobulbos y el labelo es de un color más intenso que el resto de los sépalos y pétalos, así como líneas verticales dentro del anillo blanco del labelo. En esta especie de Guarianthe es más común los individuos de pigmentación más azul (variedad coerulea).

## Sinonimia
- Cattleya bowringiana O'Brien, Gard. Chron., n.s., 24(2): 683 (1885).
- Cattleya skinneri var. bowringiana (O'Brien) Rchb.f., Xenia Orchid. 3: 82 (1892).
- Cattleya autumnalis O'Brien, Orchid Album 7: t. 323 (1888).[1]